# ژان-پاتریک آبونا
ژان-پاتریک آبونا (انگلیسی: Jean-Patrick Abouna؛ زادهٔ ۲۷ سپتامبر ۱۹۹۰) بازیکن فوتبال اهل کامرون است.
از باشگاه‌هایی که در آن بازی کرده است می‌توان به باشگاه فوتبال نمان گرودنو اشاره کرد.
وی همچنین در تیم ملی فوتبال کامرون بازی کرده است.